# 寺田裕一
寺田 裕一（てらだ ひろかず、1960年 - ）は、日本の鉄道研究家、鉄道写真家、会社員。京阪電気鉄道勤務。
兵庫県姫路市出身。京都府京田辺市在住。

## 略歴
1960年（昭和35年）、兵庫県姫路市にて生まれる。1979年（昭和54年）、兵庫県立姫路西高等学校を卒業後に上京し、慶應義塾大学商学部に入学。同学部では藤井弥太郎研究会の一員として、交通経済学を専攻していた。
1983年（昭和58年）、同校同学部を卒業し近畿に戻り、京阪電気鉄道に入社する。14年後の1997年（平成9年）に京阪友の会に出向し、同社の取締役を務める。その後京阪電気鉄道に戻り、流通開発部課長を歴任。その後京阪カードに出向し、同社常務取締役を務め現在は同社代表取締役社長である。
その他、高校在学中の1977年（昭和52年）より大学卒業の1983年（昭和58年）の間、日本レイルクラブの会長も歴任した実績がある。
自身の職場である京阪電気鉄道の他、日本国内の地方私鉄（ローカル私鉄）に精通しており、これらに関する歴史や列車ダイヤ、経営状況の研究などを主体とした著書の執筆や各雑誌への記事の寄稿、写真撮影を精力的に行っている。

## 主な著書
- データブック日本の私鉄 改訂新版（ネコ・パブリッシング）
- ローカル私鉄 列車ダイヤ25年（JTBパブリッシング）
- 私鉄の廃線跡を歩く（計4冊、同上）
- 私鉄機関車30年（同上）
- 私鉄気動車30年（同上）
- ローカル私鉄20年（計3冊、同上）

※ その他、数冊の自著と複数の書籍への寄稿を行っている。

## 主な連載
- レイルマガジン「消えた轍」 - 後に単行本化された。